# Cestrum mucronatum
Cestrum mucronatum är en potatisväxtart som beskrevs av John Miers. Cestrum mucronatum ingår i släktet Cestrum och familjen potatisväxter. Inga underarter finns listade i Catalogue of Life.